# Alternative Tentacles
Das Underground-Label Alternative Tentacles Records wurde im Juni 1979 gegründet und ist bis heute eine der ältesten noch aktiven Plattenfirmen dieser Art. Ursprünglich wurde es gegründet, um der Politpunk-Band Dead Kennedys eine Möglichkeit zur Veröffentlichung ihrer Musik zu geben, da die Band von etablierten Plattenfirmen nicht unter Vertrag genommen wurde. Obwohl es auch als Punk-Label angesehen wird, ist Alternative Tentacles besonders für seinen Einfluss auf die Undergroundkultur bekannt. Der Eigentümer und Gründer des Labels ist Jello Biafra, der auch für die Auswahl der veröffentlichten Redner und Musiker verantwortlich ist.
In den frühen Jahren seines Bestehens erlangte das Label Aufmerksamkeit durch die Vermarktung von Bands wie 7 Seconds, Butthole Surfers, Dead Kennedys, D.O.A., False Prophets, Half Japanese, Neurosis und No Means No oder Melvins. Eine Überlebensstrategie des Labels besteht darin, sehr unterschiedliche Musik anzubieten. Es erscheinen auch Spoken-Word-Alben von Noam Chomsky, Jello Biafra und anderen auf dem Label. Ferner veröffentlicht es brasilianischen Hardcore, Bent Pop, Faux Country und Rock ’n’ Roll.
Ein Projekt von Jello Biafra auf Alternative Tentacles war die No WTO Combo, die sich mit ihrem Live-Album Live from the Battle of Seattle an Globalisierungsgegner und WTO-Gegner wandte. Die Combo trat am 1. Dezember 1999 während der Demonstrationen gegen die WTO-Ministerkonferenz in Seattle auf; sie bestand aus Jello Biafra (Gesang), Krist Novoselic (Ex-Bassist von Nirvana; Bass, Gesang), Kim Thayil (Ex-Gitarrist von Soundgarden; Gitarre) und Gina Mainwal (Schlagzeug).
Alternative Tentacles Records beschäftigt vier Menschen in Emeryville, Kalifornien. Ursprünglich gegründet in San Francisco, zog das Label im Oktober 2002 dorthin. Neben der Labeltätigkeit vertreibt es auch T-Shirts, Bücher und andere Merchandise-Artikel.
Ein Verdienst von Jello Biafra und Alternative Tentacles ist auch die Förderung und Entwicklung des Denver Sound in der Musikrichtung Alternative Country.